# زرنيخات ثنائي هيدروجين الصوديوم
زرنيخات ثنائي هيدروجين الصوديوم (أو أرسينات ثنائي الصوديوم) هو مركب لاعضوي يُرمز له بالصيغة الكيميائية NaH2AsO4
الأملاح المشابهة له تُسمى أيضاً بزرنيخات الصوديوم، بما في ذلك Na2HAsO4 (زرنيخات هيدروجين ثنائي الصوديوم).
يكون زرنيخات ثنائي هيدروجين الصوديوم مركب عديم اللون وساماً للغاية.
هذا الملح هو قاعدة مرافقة لحمض الزرنيخيك:
في المختبر، يُحضر بالطريقة التالية: يتم تبلوره من محلول سائل مُشبع ومسخن، حيث يكون قابل للذوبان للغاية في 75.3غ 100مل 100°س. يتم الحصول عليه على شكل أحادي هيدرات. عندما يكون زرنيخات ثنائي هيدروجين الصوديوم NaH2AsO4H2O في الحالة الصلبة ويتم تسخينه فإنه يفقد ماء التبلور ويتحول إلى أحد أنواع ملح بيروزرنيخات Na2H2As2O7.

## انظر ايضاً
- زرنيخات
- زرنيخات الصوديوم
- زرنيخات الكالسيوم
- زرنيخات البوتاسيوم
- زرنيخات الألومنيوم
- زرنيخات هيدروجين ثنائي الصوديوم